# Festa do Divino Espírito Santo no Maranhão
A Festa do Divino Espírito Santo no Maranhão é um dos muitos festejos que fazem parte da cultura popular do Maranhão, destacando-se como um dos mais importantes, por sua ampla difusão e pelo impacto que tem sobre a população. Hoje, existem dezenas de festas do Divino espalhadas por todo o Estado, levando adiante uma tradição viva e dinâmica, em que se destaca a beleza do repertório musical.
É realizada no mês de maio ou junho, terminando no Domingo de Pentecostes, sendo que desde o Sábado de Aleluia, os festeiros começam a se preparar para o grande dia em que o imperador recepciona seus convidados com um almoço e farta mesa de doce.
Teve sua origem em Portugal, com a construção da Igreja do Espírito Santo em Alenquer, no século XIII, por ordem da rainha Dona Isabel, a festa chegou ao Brasil no século XVI com os colonizadores.
Toda a festa do Divino gira em torno de um grupo de crianças, chamado império ou reinado. Essas crianças são vestidas com trajes de nobres e tratadas como tais durante os dias da festa, com todas as regalias. O império se estrutura de acordo com uma hierarquia no topo da qual estão o imperador e a imperatriz (ou rei e rainha), abaixo do qual ficam o mordomo-régio e a mordoma-régia, que por sua vez estão acima do mordomo-mor e da mordoma-mor.
A cada ano, ao final da festa, imperador e imperatriz repassam seus cargos aos mordomos que os ocuparão no ano seguinte, recomeçando o ciclo.
A festa se desenrola em um salão chamado tribuna, que representa um palácio real e é especialmente decorado para este fim. A abertura e o fechamento desse espaço marcam o começo e o fim do ciclo da festa, durante o qual se desenrolam as diversas etapas que, em conjunto, constituem um ritual extremamente complexo, que pode durar até quinze dias: abertura da tribuna, busca e levantamento do mastro, visita dos impérios, missa e cerimônia dos impérios, derrubamento do mastro, repasse das posses reais, fechamento da tribuna e carimbó de caixeiras.
Entre os elementos mais importantes da festa do Divino estão as caixeiras, senhoras devotas que cantam e tocam caixa acompanhando todas as etapas da cerimônia. As caixeiras de São Luís são em geral mulheres negras, com mais de cinquenta anos, que moram em bairros periféricos da cidade. É sua responsabilidade não só conhecer perfeitamente todos os detalhes do ritual e do repertório musical da festa, que é vasto e variado, mas também possuir o dom do improviso para poder responder a qualquer situação imprevista. As caixeiras do Divino são portadoras de uma rica tradição que se expressa nas cantigas que pontuam cada uma das etapas da festa.

## Culto

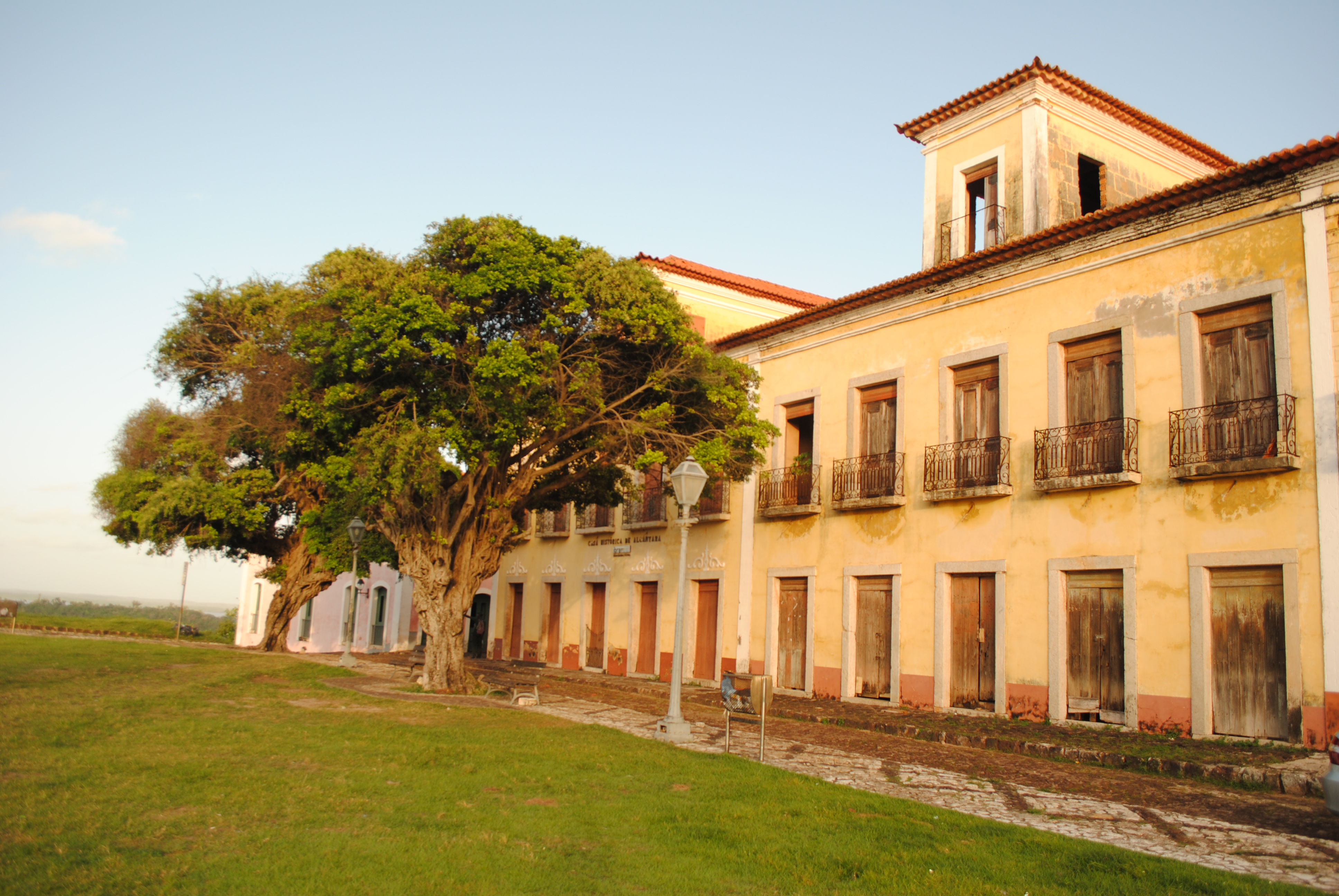
A cidade de Alcântara

O culto ao Divino Espírito Santo no Maranhão provavelmente teve início com os colonos açorianos e seus descendentes, que desde o início do século XVIII começaram a habitar a região. Em meados do século XIX, a tradição da festa do Divino estava firmemente enraizada entre a população da cidade de Alcântara, de onde teria se espalhado para o resto do Maranhão, tornando-se muito popular entre as diversas camadas da sociedade, especialmente as mais pobres. Essa popularidade entre os setores mais humildes da população maranhense, inclusive os escravos, talvez possa ser explicada pela ênfase não só na fartura, mas também na fraternidade e na igualdade, que o culto ao Divino costuma apresentar.
Hoje, a devoção ao Divino é uma das mais importantes práticas religiosas do Maranhão e cada uma das muitas festas existentes no Estado mobiliza várias centenas de pessoas. Embora a festa do Divino possa envolver gente de todos os extratos sociais, quase todos os participantes são pessoas humildes, de baixo poder aquisitivo, que se esforçam para produzir uma festa rica e luxuosa, onde não podem faltar as refeições fartas, a decoração requintada e caras vestimentas para os impérios. Por se tratar de uma festa longa, custosa e cheia de detalhes, sua preparação e realização levam vários meses e envolvem muita gente, construindo assim uma grande rede de relações entre todos os participantes.
Em São Luís e em diversas outras cidades maranhenses, a festa do Divino é estreitamente identificada com as mulheres, e em especial com as mulheres negras ligadas às religiões afro-brasileiras, como o tambor de mina. Esse fato distingue a festa no Maranhão das festas do Divino realizadas em outras regiões do país e lhe dá uma feição bem particular. Com exceção de algumas festas como a de Alcântara, organizada com o apoio de autoridades locais e sem vínculos com terreiros, a grande maioria das festas do Divino no Maranhão é realizada em casas de culto, como a Casa das Minas e a Casa de Nagô, onde a presença feminina é dominante.

## Casa do Divino
Na cidade de Alcântara, há a Casa do Divino (também conhecida como “Museu do Divino”), que recebe anualmente os festejos do Divino Espírito Santo, e no mês de maio se transforma na “Casa do Império”, com cerimônias e festas. Integrando o roteiro turístico, também é parte do patrimônio cultural da cidade, servindo como espaço de registro, divulgação, revitalização de sua história, tradição e cultura.